# Катастрофа Ил-76 под Кабулом (1979)
Катастрофа Ил-76 под Кабулом — авиационная катастрофа самолёта Ил-76М советских ВВС, произошедшая во вторник 25 декабря 1979 года в районе Кабула (Демократическая Республика Афганистан), при этом погибли по разным данным от 43 до 67 человек. Первая потеря советских ВВС в Афганской войне.

## Самолёт
Ил-76М с регистрационным номером CCCP-86036 (заводской — 093416500, серийный — 13-05) был выпущен Ташкентским авиационным заводом в 1979 году, то есть был совсем новым. Самолёт передали Министерству обороны СССР и далее он поступил в 128-й гвардейский военно-транспортный авиационный полк советских ВВС (в/ч 06965) (базировался в Паневежисе, ЛитССР).

## Экипаж
Лётный экипаж самолёта имел следующий состав:
- Командир корабля — капитан Головчин Виталий Васильевич. Родился 2 января 1949 года в Вологде, в Советских вооружённых силах с 12 августа 1968 года, выпускник Балашовского высшего военного училища лётчиков. Командир отряда транспортного авиаполка[4].
- Помощник командира корабля — старший лейтенант Шишов Константин Иванович.
- Штурман — старший лейтенант Турбин Александр Николаевич
- Старший бортовой техник — капитан Елисеев Юрий Павлович. Родился 15 мая 1942 года в Ключах (Камчатская область), в Советских вооружённых силах с 9 октября 1961 года, выпускник Ачинского ВАТУ[5].
- Бортовой техник по авиационно-десантному оборудованию — лейтенант Трифонов Анатолий Александрович, родился в городе Зарайск, Московской области.
- Старший воздушный радист-оператор радиоэлектронной борьбы — прапорщик Илюшкин Геннадий Леонтьевич. Родился 27 декабря 1953 года в деревне Тоншерма (Тетюшский район Татарской АССР)[6].
- Старший воздушный стрелок-радист — прапорщик Шацкий Геннадий Александрович.

Также в состав экипажа входили:
- Подполковник Негачёв Владимир Михайлович — заместитель командира 128-го гвардейского военно-транспортного авиационного полка по инженерно-авиационной службе. Родился 27 марта 1937 года в Москве, в Советских вооружённых силах с 23 августа 1954 года. Выпускник ВВИА им. Жуковского[7].
- Майор Чурило Михаил Николаевич — старший инженер 128-го гвардейского военно-транспортного авиационного полка по авиационному оборудованию
- Капитан Зюба Александр Николаевич — инженер эскадрильи 128-го гвардейского военно-транспортного авиационного полка по прицельно-навигационному комплексу самолетов. Родился 24 октября 1934 года в селе Николаевка (Белгородская область), в Советских вооружённых силах с 17 сентября 1952 года, выпускник Двинского ВАРУ[8].

## Пассажиры
На борту помимо 10 членов экипажа находились 37 десантников из   350-го парашютного десантного полка 103-й гвардейской воздушно-десантной дивизии.
| Воинское звание   | ФИО                                       | Должность/специальность                            |
| ----------------- | ----------------------------------------- | -------------------------------------------------- |
| Старший лейтенант | Пугачёв Михаил Николаевич                 | командир роты                                      |
| Младший сержант   | Абросимов Николай Петрович                | командир отделения, воздушно-десантные войска      |
| Младший сержант   | Беласиков Валерий Юрьевич                 |                                                    |
| Рядовой           | Бузуртанов Хазмагомед Мовлиевич           | радиомастер                                        |
| Гвардии прапорщик | Булат Геннадий Мечеславович               | командир автомобильного взвода                     |
| Рядовой           | Веснин Владимир Михайлович                | стрелок                                            |
| Рядовой           | Винни Аарне Лембитович                    |                                                    |
| Младший сержант   | Гаврилов Сергей Мефодьевич                | старший водитель                                   |
| Рядовой           | Галиев Ф. Г.                              |                                                    |
| Рядовой           | Гиберт Сергей Францевич                   |                                                    |
| Рядовой           | Горбунов Василий Геннадьевич              | стрелок-регулировщик                               |
| Гвардии прапорщик | Голубев Михаил Александрович              | старшина роты                                      |
| Рядовой           | Гребенюков Сергей Александрович           |                                                    |
| Рядовой           | Денисов Михаил Васильевич                 | мотоциклист-регулировщик                           |
| Рядовой           | Джимиев Т. Т.                             |                                                    |
| Рядовой           | Зернин Александр Иванович                 | водитель                                           |
| Гвардии сержант   | Иванько Андрей Васильевич                 | командир отделения                                 |
| Рядовой           | Кузнецов Валентин Ильич                   |                                                    |
| Рядовой           | Лушников Владимир Евгеньевич              | старший водитель-гранатометчик                     |
| Рядовой           | Лысов Константин Рудольфович              |                                                    |
| Рядовой           | Максимов Николай Михайлович               | пулемётчик                                         |
| Гвардии сержант   | Микенас Антaнас, Симоно (Antanas Mikėnas) | командир отделения                                 |
| Рядовой           | Михайлов Анатолий Анатольевич             | стрелок                                            |
| Рядовой           | Надеин А. В.                              |                                                    |
| Рядовой           | Носиков Владимир Ленидович                | пулемётчик                                         |
| Ефрейтор          | Пискунов Сергей Николаевич                | старший водитель                                   |
| Рядовой           | Смирнов Владимир Александрович            | стрелок                                            |
| Рядовой           | Смирнов Юрий Николаевич                   | электромеханик                                     |
| Рядовой           | Степаненко Виктор Алексеевич              | водитель                                           |
| Ефрейтор          | Тарасов Игорь Михайлович                  | водитель                                           |
| Прапорщик         | Терских Анатолий Михайлович               | начальник хранилища                                |
| Рядовой           | Толстиков Владимир Александрович          | стрелок                                            |
| Рядовой           | Фраймут Иван Оскарович                    | повар                                              |
| Рядовой           | Хашиев Ахмед Бексултанович                | пулемётчик парашютно-десантной роты                |
| Рядовой           | Хижняк Владимир Петрович                  | водитель-автомеханик                               |
| Рядовой           | Цаболов Владимир Ясанович                 | стрелок-гранатомётчик                              |
| Рядовой           | Берняков Александр Викторович             | стрелок-зенитчик, 103-я воздушно-десантная дивизия |

## Катастрофа
25 декабря 1979 года Советский Союз начал ввод своих войск на территорию Афганистана. Подготовка к этому велась несколько дней, в том числе ещё в середине месяца самолёты военно-транспортной авиации были перебазированы на аэродромы в Туркестанском военном округе. Приказ на пересечение советско-афганской границы был отдан в 15:00, а в 18:00 местного времени (15:00 по московскому времени) военно-транспортные самолёты начали переброску десанта по воздуху на аэродромы Кабул и Баграм. В числе прочих в этом воздушном мосте принимал участие и борт 86036, внутри которого находилось инженерное подразделение 350-го ПДП, а также два автомобиля — Урал-375, гружённый боеприпасами, и топливозаправщик. Сама подготовка проходила в спешке, и полёт экипаж выполнял, находясь во «взвинченном» состоянии. Борт 86036 вылетел из Мары и направился к Афганистану в составе тройки.
Переброска войск по воздуху проходила в высоком темпе. Уже стояла ночь и шёл снегопад, а Ил-76 прибывали с интервалами в несколько минут. Но вскоре с авиабазы Баграм сообщили, что до сих пор не прибыл седьмой по счёту самолёт, которым был борт 86036. С аэродрома Мары при этом передали, что он вылетел от них. Были опрошены экипажи других самолётов, и экипаж восьмого самолёта сообщил, что при выполнении захода он увидел, как в темноте слева по курсу возникла вспышка. Это в данной ситуации означало, что Ил-76 разбился.
30 декабря в 16:00 с вертолёта Ми-8 борт 420 доложили об обнаружении места катастрофы — высота 4269 (36 километров от аэродрома Баграм, 35.271 N, 69.338 E). Отклонившись от схемы захода, самолёт в 19:33 ударился о гребень скалы и разломился пополам, после чего части фюзеляжа упали в ущелья и разрушились. Все люди на борту погибли. На то время это была крупнейшая авиакатастрофа в Афганистане и с участием Ил-76. 1 января в 10:30 поисковая экспедиция обнаружила переднюю часть фюзеляжа с телами лётчиков. Остальная часть фюзеляжа с десантниками, техникой и вооружением упала в труднодоступное ущелье. Обнаружить её удалось только в 2005 году.

## Память
- 5 сентября 2005 года с вертолёта Ми-8 в ущелье на место гибели десантников и экипажа была сброшена плита с именами погибших.
- 25 декабря 2023 года в посёлке Боровухе-1 города Новополоцк Витебской области Беларуси открыт памятник погибшим в этой катастрофе[14].